# Гионг фестивал
Гионг фестивали се одржавају у Ханоју у Вијетнаму. Они славе и добру жетву и легендарне подвиге генија Тханг Гионга, који се тамо изводе. УНЕСКО је 2010. године овај фестивал уврстио на репрезентативну листу нематеријалног културног наслеђа човечанства.

## Легенда
Генијални Гионг, рођен у Фу Донгу, одбија освајаче Ан око 1225. године. У почетку као дете од три године, брзо је одрастао и постао храбар човек. Јашући гвозденог коња, долетео је са брда, у Соц Сон према легенди . Тханх Гионг је поштован као заштитник жетве, мира и просперитета . Он је један од Quatre Immortels традиционалне вијетнамске религије .

## Традиција
Годишњи Гионг фестивали одржавају се у Ханоју, у храмовима Пху Ђонг (област Гиа Лам) и Соц Сон. У пролеће се одржава пре жетве пиринча, а Пху Гионг се одржава током четвртог лунарног месеца, у селу где се родио Тханх Гионг. Битка се одвија са јахачем који јаше белог коња и замршеним плесом заставе који представља битку. Да би свирали команданта, различите инструменталисте или децу, обучавају се младићи. Двадесет осам девојчица од 9 до 13 година игра улогу непријатељских генерала. Симболи расејања освајача, папирни лептири лете са заставе. Киша која пада после празника је предмет радости јер обезбеђује добре жетве. Храмски фестивал Сок одржава се у првом лунарном месецу и укључује ритуале као што су купање статуе Ђонга и процесија до храма са цвећем бамбуса који се нуди овом лику  .
У XI веку века овај празник је постао државни празник. У часопису за историју религија, Париз 1893, један француски истраживач пише да је Гионг фестивал у покрету и да се у Европи не би славили древни догађаји .

## Признање
2010. године под насловом Гионг фестивали храмова Пху Гоинг и Соц , уврштени су на репрезентативну листу нематеријалног културног наслеђа човечанства  . Десет година касније, Nguyên Duc Hông, потпредседник Народног одбора Гиа Лам, изјављује да се напори за очување настављају. Циљ је да се Пху Донг учини туристичким .